# Jerzy Miecznikowski (1924–2011)
Jerzy Miecznikowski ps. „Więciądz” (ur. 29 stycznia 1924 w Łowiczu, zm. 3 czerwca 2011 w Łodzi) – harcmistrz, przewodniczący kręgu KIHAM w Łodzi, współzałożyciel Związku Harcerstwa Rzeczypospolitej.

## Wczesne lata
Urodził się w rodzinie urzędnika ubezpieczeniowego Leona Miecznikowskiego i Janiny z domu Wardyńskiej. Miał dwóch braci – Tadeusza (ur. 1925) i Janusza (ur. 1951). Ukończył siedmioklasową szkołę powszechną w szkole ćwiczeń przy łowickim Seminarium Nauczycielskim, a następnie rozpoczął naukę w gimnazjum w Pierwszym Państwowym Liceum i Gimnazjum im. ks. Józefa Poniatowskiego. Jego edukację przerwała wojna.
Jego pierwszą drużyną harcerską była gromada wilcząt przy 10 Mazowieckiej Drużynie Harcerzy im. J.K. Ordona w Łowiczu, do której wstąpił we wrześniu 1933 roku. Przyrzeczenie harcerskie złożył w lipcu 1935 roku.

## II wojna światowa
We wrześniu 1939 roku pełnił służbę w Wojennym Pogotowiu Harcerzy – pomagał m.in. w przygotowywaniu okopów, ochronie mostu przez Bzurę i gaszeniu pożarów. Od grudnia 1939 r. do stycznia 1945 r. działał w konspiracyjnym harcerstwie, najpierw w Polskiej Organizacji Skautowej, a następnie jako harcerz Szarych Szeregów hufca „Łoza”. Brał udział w szeregu akcji, m.in. niszczenia bimbrowni, obserwacji konfidenta Gestapo – Kobiereckiego, zdobycia broni w Łowiczu i Strugienicach. We wrześniu 1944 roku w ramach akcji „Burza” uczestniczył w rekwizycji bydła w Nieborowie dla zgrupowania AK w Kampinosie. W czasie okupacji używał pseudonimu „Więciądz” i fałszywych nazwisk Jerzy Graszka, Witold Orłowski.
Był jednym z inicjatorów i uczestników akcji odbicia z więzienia NKWD i UB przy ul. Kurkowej w Łowiczu – dh. Zbigniewa Fereta ps. „Cyfra”. Akcja ta miała miejsce 8 marca 1945 roku, odbyła się bez jednego wystrzału, a w jej wyniku uwolniono 70 więźniów. „Więciądz” był drugim zastępcą dowódcy, Jana Kopałki „Antka”. Po akcji razem z Marianem Szymańskim i Mieczysławem Grzybowskim przedostał się do Bydgoszczy, gdzie spotkał Zbigniewa Fereta i swojego brata, Tadeusza. Razem wstąpili do Straży Ochrony Kolei i wyjechali do Gdańska. Rozpoczął tam naukę na kursach przygotowawczych do matury, a razem z przyjaciółmi założył 1 Gdańską Drużynę Harcerzy im. A. Małkowskiego. W tym czasie gromadził też broń, która ukryta została w majątku Dąbrówka koło Starogardu Gdańskiego, należącym do rodziny Kazimierza Chmielewskiego, jednego z uczestników akcji na łowickie więzienie.

## Lata powojenne
Jesienią 1945 r. jako Witold Orłowski razem z Marianem Szymańskim i Mieczysławem Grzybowskim wyjechał do Gorzowa Wielkopolskiego, gdzie wspólnie z przyjaciółmi tworzył gorzowski hufiec ZHP, w którym od 1947 roku był zastępcą komendanta. Przy liceum, do którego uczęszczał, założył 4 Wodną Drużynę Harcerską. Razem z podopiecznymi w czerwcu 1946 roku pojechał na rowerach do Szczecina na zlot ZHP pod hasłem „Trzymamy straż z nad Odrą”. W tym samym roku ukończył też kurs podharcmistrzowski nad jeziorem Turawskim koło Opola, w ramach II Centralnej Akcji Szkoleniowej. Podczas kursu poznał Aleksandra Kamińskiego.
Zdał maturę w 1947 roku i rozpoczął studia na Akademii Wychowania Fizycznego w Warszawie. Wówczas też związał się z Chorągwią Mazowiecką ZHP i pracował z trudną młodzieżą w świetlicach środowiskowych. Z powodu jego konspiracyjnej przeszłości, ujawnionej przez UB w 1950 roku otrzymał nakaz pracy w Łodzi bez możliwości powrotu do Łowicza. Początkowo został zatrudniony jako trener w powstającej dopiero Hali Sportowej, jednakże nie miała ona jeszcze fundamentów, a zapotrzebowanie na nauczycieli wychowania fizycznego było duże, więc Jerzy Miecznikowski otrzymał posadę nauczyciela w-fu w Szkole Filmowej i w szkole nr 6 Towarzystwa Przyjaciół Dzieci (późniejsze XXVI Liceum Ogólnokształcące).
Został aresztowany razem z Marianem Szymańskim i Zbigniewem Feretem w kwietniu 1952 roku, gdy w wyniku donosu zdekonspirowany został skład broni w Dąbrówce. Przez rok przebywał w areszcie Miejskiego Urzędu Bezpieczeństwa w Łodzi przy ul. Kopernika. Wojskowy Sąd Rejonowy skazał go na 12 lat więzienia. Miecznikowski karę odbywał w Sieradzu, następnie w Goleniowie i Nowogardzie. Na wolność wyszedł w 1955 roku. Powrócił wtedy do pracy w dawnej szkole, gdzie jeszcze przed Zjazdem Łódzkim ZHP rozpoczął pracę z młodzieżą harcerską metodami przedwojennymi. W Hufcu ZHP Łódź-Polesie zainicjował rozwój pierwszych drużyn wodniackich.
W 1957 roku ożenił się z harcerką Hanną Kowalską, z którą miał dwie córki, Bogusławę i Małgorzatę. W latach 1967–1969 pełnił funkcję zastępcy komendanta hufca. Odszedł z niego, gdyż był przeciwny inicjatywie komitetu dzielnicowego PZPR nadania hufcowi imienia „Bohaterów PPR” (hufiec ostatecznie otrzymał imię „Powstańczej Poczty Harcerskiej”).
W latach 1969–1977 druh Jerzy był komendantem ośrodka „Słoneczni” w Hufcu ZHP Łódź-Bałuty. Od 1978 roku pełnił funkcję kierownika referatu Komendy Hufca ZHP Łódź-Śródmieście ds. sportu i turystyki. W latach 80. związał się z ruchem odnowy harcerstwa w duchu przedwojennej tradycji skautowej, a w 1981 r. został wybrany przewodniczącym łódzkiego Kręgu KIHAM.
W 1989 roku został członkiem założycielem Związku Harcerstwa Rzeczypospolitej, ale już w 1990 r. powrócił do ZHP. Był instruktorem ZHP, m.in. w Komisji Historycznej i Komisji Stopni Instruktorskich Chorągwi Łódzkiej ZHP, a także prezesem Oddziału Łódzkiego Stowarzyszenia Szarych Szeregów. Odznaczony w 2000 roku „Za Zasługi dla Miasta Łodzi”.
Honorowy Przodownik Imprez na Orientację, członek PTTK od 1955, był członkiem Koła nr 1 w Oddziale Nauczycielskim w Łodzi, był przodownikiem turystyki pieszej i kolarskiej. Wyróżniony Złotą Odznaką Honorową PTTK, Złotą Odznaką Zasłużony w Pracy PTTK wśród młodzieży i innymi. Członek Referatu Weryfikacyjnego w Łódzkim Oddziale PTTK. Wieloletni organizator imprez na orientację w środowisku nauczycielskim i wśród młodzieży. Prekursor imprez na orientację w Łodzi i województwie łódzkim.
W 2009 za wybitne zasługi dla niepodległości Rzeczypospolitej Polskiej, za działalność na rzecz przemian demokratycznych został odznaczony Krzyżem Komandorskim Orderu Odrodzenia Polski.
Pochowany 10 czerwca 2011 r. w grobie rodzinnym na Starym Cmentarzu w Łodzi przy ulicy Ogrodowej

## Odznaczenia
- Krzyż Walecznych
- Krzyż Komandorski Orderu Polonia Restituta
- Złoty Krzyż za Zasługi dla ZHP z Rozetą i Mieczami
- Złota Odznaka „Zasłużony dla Chorągwi Łódzkiej ZHP”
- Złota Honorowa Odznaka PTTK
- Złota Odznaka Zasłużony w pracy PTTK wśród młodzieży